# Lundrapgræs
Lundrapgræs (Poa nemoralis), ofte skrevet lund-rapgræs, er en flerårig plante i græs-familien. Arten er oprindeligt udbredt i de tempererede dele af den nordlige halvkugle, men er siden spredt ved menneskets hjælp til andre dele af verden. I Danmark er den meget almindelig på skyggefulde steder i lunde, skove og parker. Den kendes på sine karakteristisk udstående blade.